# MOL (компанія)
MOL (угор. Magyar OLaj- és Gázipari Részvénytársaság «угорська нафтогазова відкрита публічна компанія з обмеженою відповідальністю»), також широко відома як MOL Group — угорська багатонаціональна нафтогазова компанія зі штаб-квартирою у Будапешті. До складу «MOL Group» входять такі колишні державні нафтогазові компанії, як хорватська «INA» та словацька «Slovnaft». «MOL» — найприбутковіше підприємство Угорщини, чистий прибуток якого у 2018 р. становив 1,1 млрд. Компанія також є третьою за ринковою вартістю капіталу в Центрально-Східній Європі. 2013 року посідала 402 місце у рейтингу найбільших світових компаній «Fortune Global 500» з доходом, що дорівнює одній п'ятій ВВП Угорщини на той час.
Станом на листопад 2018 р., найбільшим акціонером є держава Угорщина з 25,2%, за цим ідуть 9,8%, які «MOL» тримає у власних акціях, викуплених у акціонерів, далі «OmanOil Budapest» із 7,1% та «OTP» і «ING Bank» із 4,9% і 4,1% відповідно. Більш ніж 45% акцій у вільному обігу.
Компанія вертикально інтегрована. Працює в усіх ділянках нафтогазової галузі, включаючи розвідку і видобування, очищення, збут і розповсюдження, нафтохімічну продукцію, генерування електроенергії, трейдерство та роздріб. Станом на 2018 р., «MOL» веде діяльність у понад 30 країнах світу, прийнявши на роботу 26 000 людей, володіючи майже 2000 станцій дорожнього сервісу в дев'ятьох країнах (переважно в Центрально-Східній Європі) під шістьма брендами та займаючи лідерські позиції в Угорщині, Словаччині, Хорватії та Боснії і Герцеговині. У вторинних галузях нафтогазового господарства «MOL» виготовляє і продає такі вироби, як різні види палива, мастильні матеріали, присадки та продукти перегонки нафти. Найбільш значущими зонами діяльності компанії є Центрально-Східна Європа, Південна Європа, Північне море, Середній Схід, Африка, Пакистан, Росія та Казахстан. 
«MOL» входить у первинний лістинг цінних паперів на Будапештській фондовій біржі і є складовою фондового індексу блакитних фішок (BUX Index). Станом на січень 2019 р., її ринкова капіталізація становила 9,7 млрд доларів, що робило її другою за величиною компанією, яка котується на Будапештській фондовій біржі. «MOL» входить також у вторинний лістинг на Варшавській фондовій біржі.